# Nuran Pelikjan
Nuran Kaprieł Pelikjan (bg. Нуран Каприел Пеликян; ur. 12 grudnia 1967) – bułgarski zapaśnik walczący w stylu klasycznym. Olimpijczyk z Barcelony 1992, gdzie zajął dziesiąte  miejsce w kategorii 48 kg.
Czwarty na mistrzostwach świata w 1991. Zdobył brązowy medal na mistrzostwach Europy w 1991 roku.
- Turniej w Barcelona 1992

Przegrał obie walki, kolejno z Madżidem Rezą Simchahem z Iranu i Fuatem Yıldızem z Niemiec.